# Humphrey Slater
Humphrey Richard “Hugh” Slater (1906-1958) fue un pintor, escritor y activista político británico.

## Biografía
Nacido en Inglaterra en 1906, Slater se crio en Sudáfrica. De vuelta a su tierra natal, ingresó a mediados de los años veinte en la prestigiosa Slade School of Arts para convertirse en pintor, y en 1930 participó con una obra abstracta en una exposición colectiva en una importante galería londinense de vanguardia. El pintor William Coldstream le calificó como "un artista muy dotado y poco común".
Sin embargo, Slater abandonó una prometedora carrera artística por el compromiso político, al afiliarse al Partido Comunista británico. Cambió entonces su nombre de pila por el de Hugh, que consideraba más “proletario” que el suyo. Durante la primera mitad de los años treinta desarrolló una frenética actividad política internacional (hablaba ruso, francés y alemán), escribiendo artículos, dando mítines y viajando con frecuencia a París, Moscú y Berlín, donde se involucró en actividades antinazis. En esa línea, destruyó la efigie de Hitler en el Museo de Cera de Madame Tussauds en Londres. Estas actividades llamaron la atención de los servicios secretos británicos, que comenzaron a seguir sus pasos y con los años llegaron a compilar un voluminoso dosier sobre él.
En plena vorágine de militancia, Slater contrajo matrimonio con Elizabeth Dorothea Robertson, con la que tuvo dos hijos y de la que se divorciaría a los pocos años, porque ella le planteó la elección entre el matrimonio y su militancia.
Al estallar la guerra civil española, Slater se trasladó de inmediato a España, primero como corresponsal de Inprecor, la revista en inglés de la Tercera Internacional, donde consta que visita los frentes de Málaga en compañía de Gerald Brenan, de quien debió obtener un relato sobre la revolución popular que estalló en Málaga el 18 de julio de 1936 tras el fracaso del golpe militar, como describe en su novela Los herejes. Posteriormente regresa como miembro del Batallón Británico de las Brigadas Internacionales, en el que llegaría a ser comisario político y jefe de operaciones más adelante. Uno de sus compañeros de batallón describiría al Slater de la Guerra Civil como “muy valiente, pero extremadamente arrogante”.
Su experiencia en España llevaría a Slater a romper con el comunismo, en un espíritu afín al de George Orwell. Fue expulsado del Partido Comunista en 1941. Su decepción con  el estalinismo no le impidió seguir siendo un activo antifascista. En 1940, después del desastre de Dunkerque, colaboró con Tom Wintringham, que había sido su comandante en el Batallón Británico, en la fundación de un centro de entrenamiento privado para formar el British Home Guard, cuerpo de voluntarios para la defensa de Gran Bretaña, ante la posibilidad de una invasión nazi. Sus métodos de entrenamiento se basaron en su experiencia durante la contienda española, entrenando a los hombres en la lucha urbana, la guerra de guerrillas y el uso de material antitanque. Sin embargo, las actividades del centro no fueron vistas con buenos ojos por las autoridades militares, por las tendencias izquierdistas de los fundadores e instructores. En la primavera de 1941, el Ejército se hizo cargo del cuerpo de voluntarios y obligó a dimitir tanto a Wintringham como a Slater, reclutando a este último como soldado raso, pese a su experiencia militar. El escándalo consiguiente dio lugar a una interpelación en la Cámara de los Comunes y a un artículo muy crítico en la revista estadounidense Time.
Tras la guerra, en la que estuvo destinado en una unidad antiaérea, Slater fundó y dirigió la revista trimestral Polemic, que se definía a sí misma como “favorable a la ciencia, hostil a las manifestaciones intelectuales del romanticismo y marcadamente anticomunista”. En los ocho números que publicó la revista entre finales de 1945 y principios de 1947 (el primero en forma de libro, para sortear la prohibición de nuevas publicaciones periódicas por el racionamiento de papel) fueron colaboradores asiduos George Orwell, Bertrand Russell y A. J. Ayer, además de Stephen Spender, Henry Miller o Dylan Thomas, entre otros intelectuales de talla.
En 1947, Slater publicó su primera novela, Los herejes, que comprende dos relatos, separados por una gran distancia cronológica y enlazados de una forma original (los protagonistas del segundo leen el primero), que constituyen sendas diatribas contra el fanatismo: el primero en la época de la cruzada contra los cátaros y el segundo ambientado en la guerra civil española, con una dura crítica al estalinismo. Al año siguiente publicó El conspirador, la historia de un espía británico al servicio de los soviéticos que se ve obligado a sacrificar a su joven esposa para proteger su tapadera cuando ella descubre sus actividades. Es difícil no ver un reflejo autobiográfico en este conflicto de fidelidades entre la ideología y la vida personal. En 1949, la novela conocería una adaptación cinematográfica del mismo título (estrenada en España como Traición y en México como El traidor), dirigida por Victor Saville y protagonizada por Robert Taylor y una jovencísima Elizabeth Taylor.  Más adelante se publicaría la última de sus tres obras narrativas, Tres entre montañas. Slater publicó también ensayos políticos y de estrategia militar.
En 1958 Slater volvió a España, al parecer para escribir sus memorias, y falleció en circunstancias desconocidas, según algunas fuentes en Madrid y de desnutrición, pero sin que apareciera nunca su cadáver. Tras su muerte, cayó el olvido más absoluto sobre su vida y su obra, pese a que Isaiah Berlin lo considerase uno de los "dotados autores que se volvieron contra el régimen soviético", citándolo en pie de igualdad con Arthur Koestler y Victor Serge. Su obra narrativa ha sido reeditada en castellano a partir de 2009.

## Publicaciones

### Ficción
- The Heretics, 1947 (Los herejes, trad. esp. Montserrat Gurguí y Hernán Sabaté, Galaxia Gutenberg/Círculo de Lectores, 2009)
- The Conspirator, 1948 (El conspirador, mismos traductores y editorial, 2009)
- Three among Mountains (Tres entre montañas, mismos traductores y editorial, 2012)

### No Ficción
- Home Guard for Victory, Gollancz, 1941
- War into Europe, 1941
- Who Rules Russia, Batchworth Press, 1955
- The Channel Tunnel (en colaboración), A. Wingate, 1958

## Filmografía
- Conspirator (AKA: Traición o El traidor), 1949, dirigida por Víctor Saville, protagonistas: Robert Taylor, Elizabeth Taylor, Robert Fleming. Guion de Sally Benson y Gerard Fairly basado en su novela El conspirador.
- Caleta Palace, 2023, dirigida por José Antonio Hergueta, protagonistas: Miguel Rellán, Pedro Casablanc, Pepe Viyuela Mencionado en los relatos de Gamel Woolsey y Gerald Brenan (interpretados por Nadia De Santiago y Fernando Ramallo).